# UN Women
UN Entity for Gender Equality and the Empowerment of Women eller UN Women blev oprettet i juli 2010, da FN's generalforsamling vedtog sammenlægge fire FN-enheder for at styrke FN's indsats for kvinder og ligestilling.
UN Womens arbejde skal udformes på baggrund af handlingsplanen Beijing Platform for Action og FN's kvindekonvention (the Convention on the Elimination of All Forms of Discrimination against Women – CEDAW).
I efteråret 2010 blev Chiles tidligere præsident Michelle Bachelet udpeget til at lede UN Women. Den nuværende leder er Sima Sami Bahous fra Jordan, der blev udpeget i september 2021.

## UN Womens rolle
- At støtte mellemstatslige organer, som FN's kvindekommission (Commission on the Status of Women) i udformningen af politik, globale standarder og normer
- At hjælpe medlemsstaterne med at implementere disse standarder, at stille hensigtsmæssig teknisk og finansiel støtte til rådighed til de lande, som beder om det, og skabe effektivt partnerskab med civilsamfundet
- At holde FN-systemet ansvarlig for egne forpligtelser for ligestilling, herunder regelmæssig overvågning af progression i hele systemet

Baseret på visionerne om ligestilling i FN-pagten, skal UN Women arbejde for:
- Eliminering af diskriminering mod kvinder og piger
- Styrke kvinders stilling
- Skabe ligestilling mellem kvinder og mænd som partnere og modtagere af udvikling, menneskerettigheder, humanitært arbejde og fred og sikkerhed.